# O Picasso
O Picasso è un documentario del 1985 diretto da Gilles Carle e Camille Coudari e basato sulla vita del pittore spagnolo Pablo Picasso.